# طراز 89 ميتسوبيشي
مركبة المشاة القتالية طراز 89 ميتسوبيشي (بالإنجليزية: Mitsubishi Type 89 IFV) هي مركبة مشاة قتالية يابانية دخلت الخدمة مع قوة الدفاع الذاتي البرية اليابانية في عام 1989م. كان هناك 58 مركبة في الخدمة اعتبارًا من 1999 وإجمالي 120 مركبة تم إنتاجها بحلول عام 2014، مع التخطيط لإنتاج 300 أخرى. التسليح الرئيسي للمركبة هو مدفع أورليكون كونترافيس(Oerlikon Contraves) عيار 35 مم.

## تطوير
بدأ تطوير الطراز 89 في عام 1980م، وتم إنتاج أربعة نماذج أولية في عام 1984م. تم اختبار هذه النماذج الأولية حتى عام 1986. ثم تم قبولها في الخدمة وتصنيفها في عام 1989م. عندما المركبة مرحلة الإنتاج، كان المطلب الأولي هو حوالي 300 مركبة. كان المقاول الرئيسي للمشروع هو شركة ميتسوبيشي للصناعات الثقيلة ، أما المقاول الرئيسي من الباطن فهو شركة كوماتسو المحدودة.

## الوصف

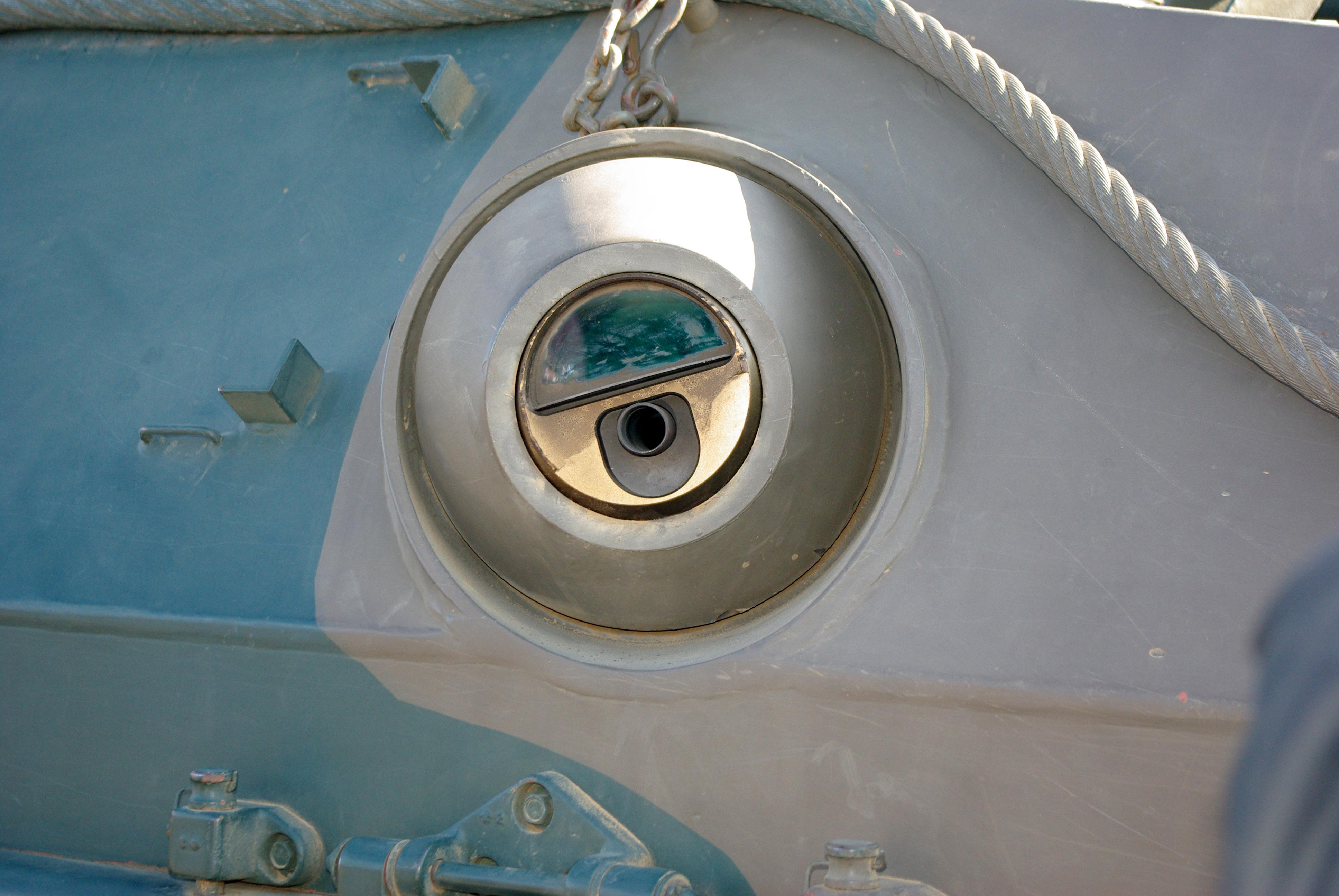
صورة مقربة لـمنفذ إطلاق.

تتميز المركبة بتصميم تقليدي نسبيًا بهيكل فولاذي ملحوم. يقع محرك الديزل «ميتسوبيشي 6SY31WA» المبرد بالماء بقوة 600 حصان في الجزء الأمامي الأيسر من الهيكل، ويقوم بتشغيل ناقل حركة أوتوماتيكي ينقل الحركة إلى الجنزير عبر مسننات القيادة في مقدمة الهيكل. يحتوي كل جانب من جوانب الهيكل على ست عجلات طريق مع عجلة توجيه في الخلف وثلاث بكرات إعادة للجنزير. يعتمد نظام التعليق على قضبان الالتواء.
يجلس السائق إلى يمين المحرك، مع فتحة أحادية القطعة فوقه تُفتح باتجاه اليمين. زُوّد السائق بثلاثة مناظير رؤية ثابتة، ومنظار متحرك واحد في الفتحة. يمكن استبدال أحد مناظير النهار بمنظار رؤية ليلية سلبي. يجلس جندي مشاة خلف السائق مباشرة، ويمتلك فتحة فوقه مزوّدة بمنظاري رؤية يغطيان مقدمة الهيكل، بالإضافة إلى منفذ إطلاق كروي كبير على الجانب الأيمن من الهيكل.

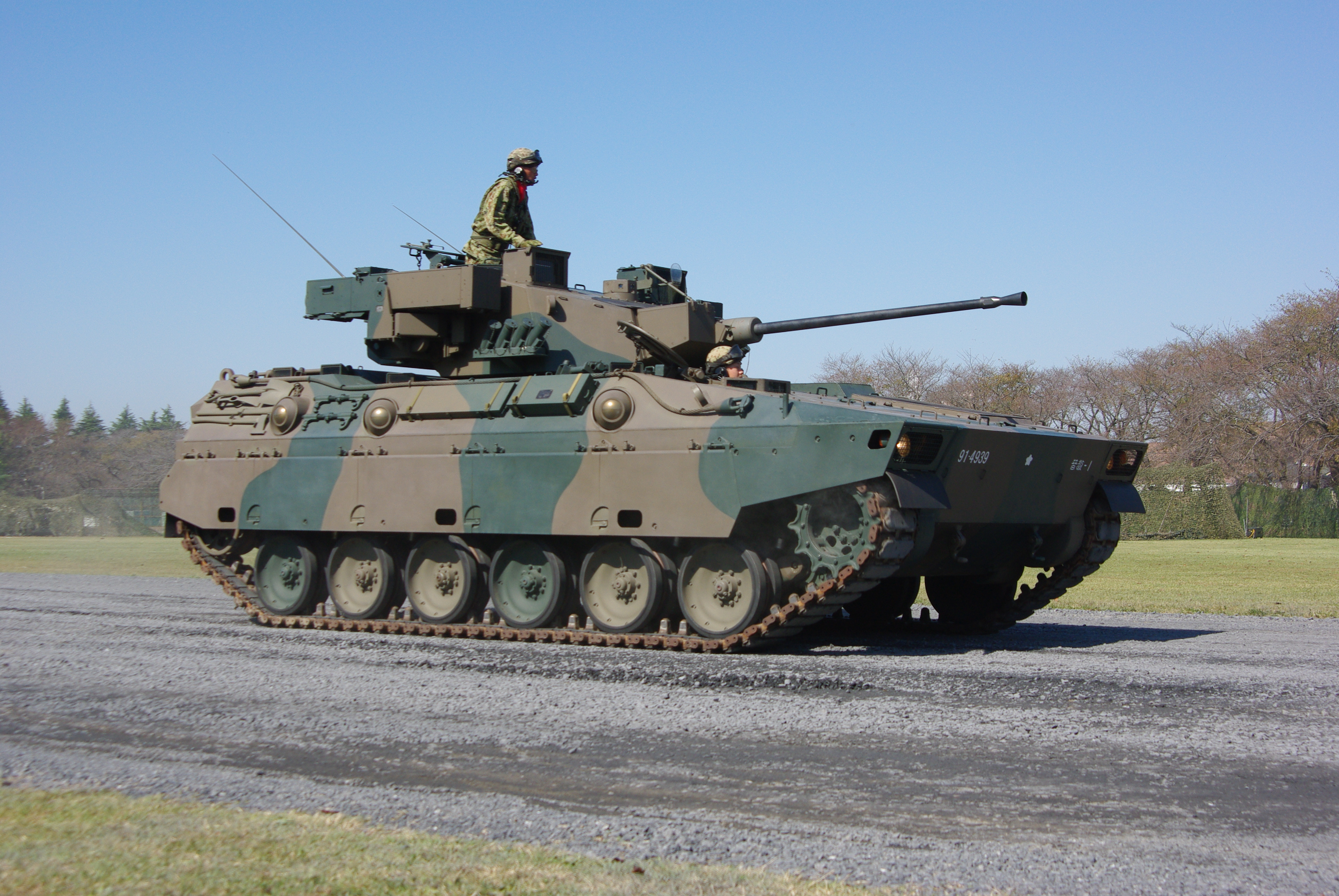
المركبة طراز 89 تظهر منافذ الإطلاق.

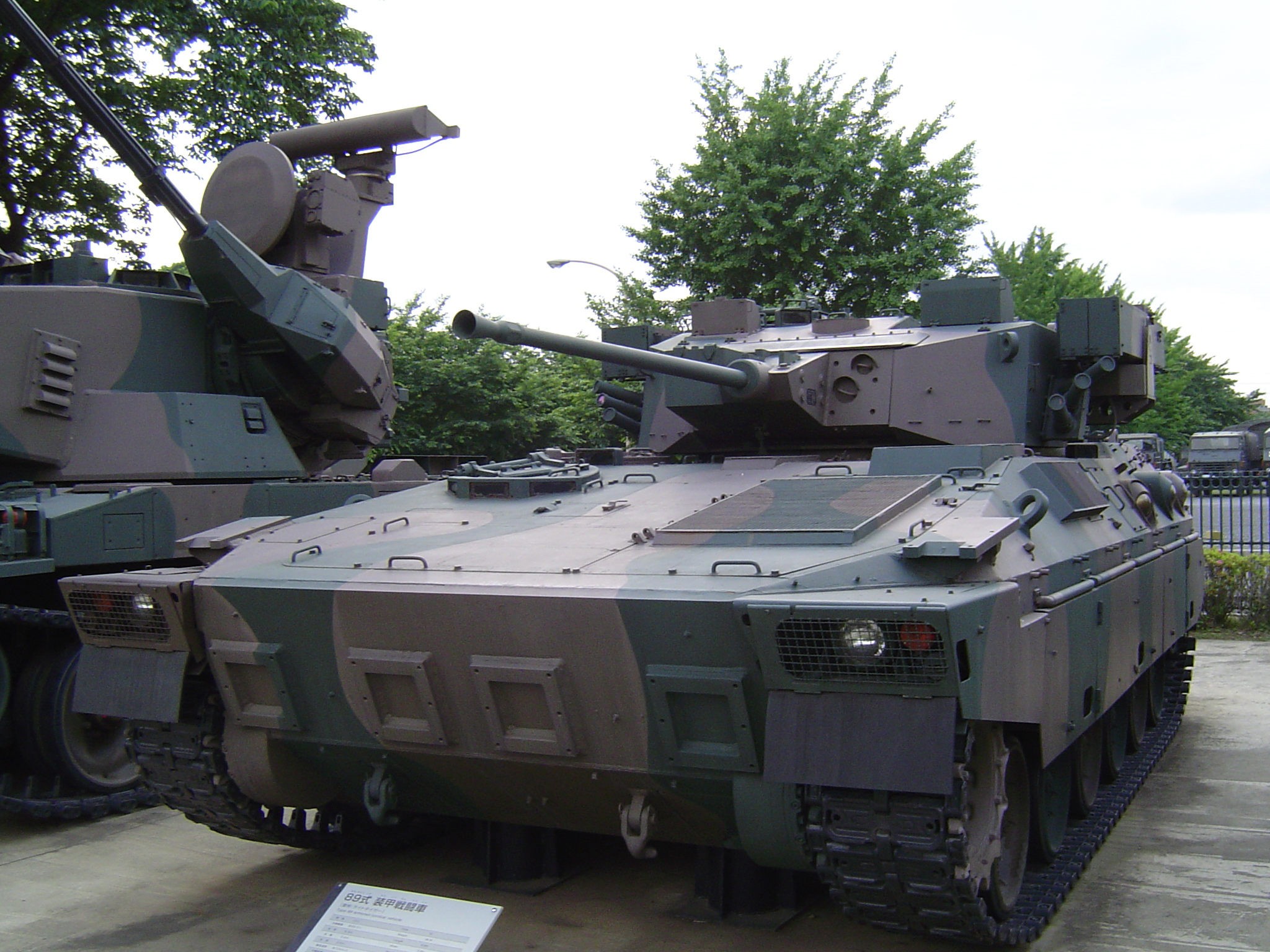
نموذج أولي للمركبة طراز 89 في مركز المعلومات العامة لقوات الدفاع الذاتي اليابانية.

يقع برج المركبة ثنائي الأفراد في منتصف الهيكل، ويضم مدفعًا من طراز أورليكون كونترافيس عيار 35 ملم مع نظام تغذية مزدوج، بمعدل ناري دوري يبلغ حوالي 200 طلقة في الدقيقة، ويُصنع هذا المدفع بموجب ترخيص في اليابان. يثبّت بجانب المدفع مدفع رشاش عيار 7.62 ملم من طراز 74. يركب على جانبي البرج صاروخ واحد من طراز Type 79 Jyu-MAT. وتحت منصة إطلاق الصواريخ، توجد مجموعة من أربع قاذفات قنابل دخانية.
يجلس الرامي على يسار البرج، بينما يجلس القائد إلى يمينه، مع فتحات تُفتح باتجاه الخلف. زُوّد كلاهما بمناظير تلسكوبية مثبّتة في مقدمة البرج. يمتلك الرامي منظاري رؤية يغطيان مقدمة البرج وجانبه الأيسر. بينما يمتلك القائد ستة مناظير توفر رؤية شاملة. كما زُوّد البرج بنظام تحذير ليزري.
يقع حيز الجنود الرئيسي في الجزء الخلفي من الهيكل، حيث يتسع لسبعة جنود مشاة. يدخل الجنود عبر بابين كبيرين يُفتحان باتجاه الجانبين. يحتوي حيز الجنود على سبعة منافذ إطلاق: ثلاثة على الجانب الأيسر، واحد على الباب الخلفي الأيمن، وثلاثة على الجانب الأيمن. وُضع لكل منفذ إطلاق منظار رؤية أعلاه.

## المشغلون
اليابان
قوة الدفاع الذاتي البرية اليابانية
- - مدرسة الذخائر
  - مدرسة فوجي
    - لواء مدرسة فوجي (التدريب المشترك)
      - فوج مدرسة المشاة (المميكن)

  -  الجيش الشمالي
    -  الفرقة السابعة
      - الفوج 11 مشاة (المميكن)

    - اللواء المشترك للجيش الشمالي
      - وحدة تدريب الرقباء الأولى

## النسخ
استخدمت شركة ميتسوبيشي هذا الهيكل كأساس لمدفع الهاوتزر ذاتي الحركة Type 99 عيار 155 ملم الذي تم إدخاله في الخدمة عام 1999. حُفظ المحرك كما هو، لكن أُطيل الهيكل بإضافة عجلة طريق واحدة لاستيعاب الوزن الإضافي لقطعة المدفعية الثقيلة.